# Homer (krater)
Homer är en nedslagskrater på planeten Merkurius, med en diameter på ungefär 319 kilometer.
1976 uppkallades kratern efter den grekiske författaren Homeros.